# Maclystria
Maclystria is een geslacht van rechtvleugeligen uit de familie veldsprinkhanen (Acrididae). De wetenschappelijke naam van dit geslacht is voor het eerst geldig gepubliceerd in 1921 door Sjöstedt.

## Soorten
Het geslacht Maclystria  is monotypisch en omvat slechts de volgende soort:
- Maclystria planicosta (Sjöstedt, 1920)